# Nejvyšší purkrabí

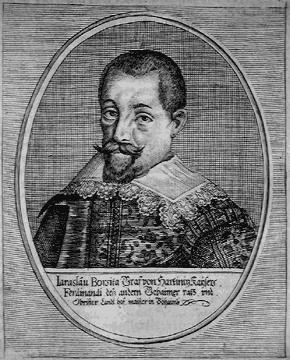
Nejvyšší purkrabí Jaroslav Bořita z Martinic

Nejvyšší purkrabí Království českého či také nejvyšší zemský purkrabí, původně pražský purkrabí nebo purkrabí Pražského hradu (německy Oberstburggraf, latinsky supremus burgravius nebo supremus Regni Bohemiae burgravius, případně supremus burgravius Pragensis) byl v období stavovského státu nejvýznamnějším zemským úředníkem Českého království. Byl předsedou zemského sněmu, předsedou zemského soudu a velitelem zemské hotovosti.

## Historie
Mezi všemi purkrabími (správci hradů) získal purkrabí Pražského hradu nejvyšší postavení, což souviselo s významem Pražského hradu jako prvního hradu mezi českými hrady, sídla českého panovníka. Pražský purkrabí velel hradní posádce, ale i zemské hotovosti, dokonce zastupoval krále v otázkách ochrany veřejného pořádku v zemi a převzal výkonnou moc nad zemským soudem. Od 14. století se pražský purkrabí počítal ke sboru nejvyšších zemských úředníků, mezi nimiž se postupně dostal na nejvyšší pozici.

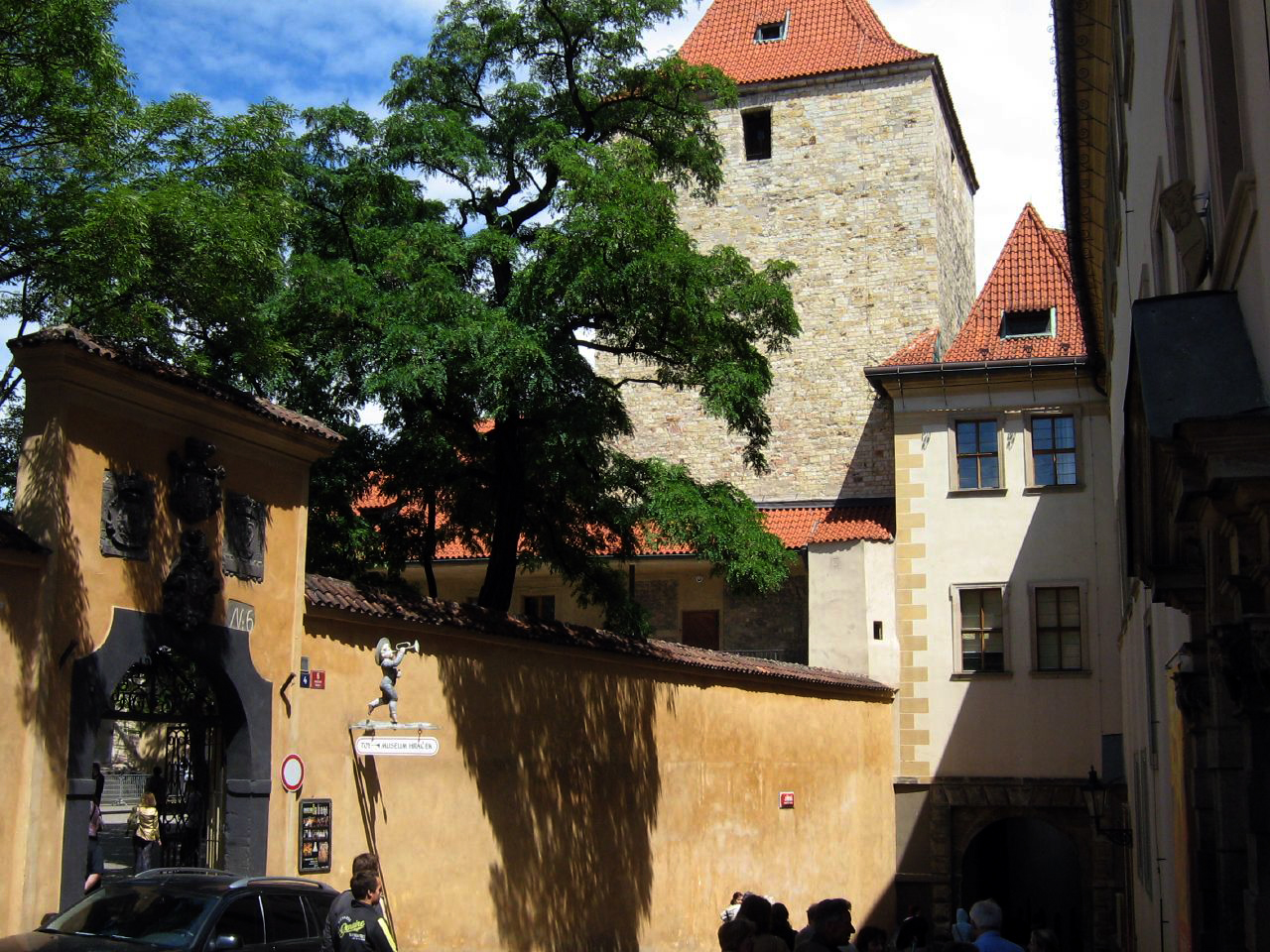
Sídlo purkrabství na Pražském hradě

Nejvyšší purkrabí byl jako jediný zemský úředník dosazován přímo králem, byl jmenován doživotně a mohl být sesazen jen za zcela mimořádných okolností. Byl zodpovědný nejen panovníkovi, ale i stavovské obci. Nejvyšší purkrabí byl předsedou zemského sněmu a zemského soudu. Předsedal také vlastnímu soudu nejvyššího purkrabství, který řešil spory o dlužní úpisy (dalším podobným soudem byl již jen soud purkrabího hradeckého kraje). Byl také velitelem zemské hotovosti a nadřízeným krajských hejtmanů. Reprezentoval českou státnost při korunovaci a pohřbu krále, kdy mu byla svěřena svatováclavská koruna. Úřad nejvyššího purkrabího byl zachován i po vydání Obnoveného zřízení zemského roku 1627 a stal se ještě předsedou místodržitelské rady. Po reformách Marie Terezie (královnou 1740–1780) a jejího syna Josefa II. (králem 1780–1790) nejvyšší purkrabí postupně ztrácel faktickou moc. Titul nejvyššího purkrabí byl však i nadále udělován a jeho držitel zůstával prvním mužem království. V 19. století byl nejvyšší purkrabí předsedou pražského gubernia, zemského sněmu a stavovského zemského výboru. V jeho kompetenci bylo také zajištění a organizace korunovačních obřadů. Během korunovace nesl svatováclavskou korunu. Od roku 1843 nebyl úřad obsazen. Zrušen byl v roce 1848.
Tradičním sídlem pražských purkrabí byla už od dob středověku budova nejvyššího purkrabství mezi Zlatou uličkou a Jiřskou ulicí v blízkosti Černé věže. Této renesanční budově byly v nedávné době obnoveny renesanční štíty a fasáda se sgrafitovou výzdobou. Dnes se v budově nejvyššího purkrabství nachází muzeum hraček.
Město Hradčany bylo od svého založení (kolem roku 1333 nejvyšším purkrabím Hynkem Berkou z Dubé) až do svého povýšení na královské město roku 1598 podřízeno nejvyššímu purkrabímu jako své přímé vrchností a jím bylo spravováno.